# 翁嘉鴻
翁嘉鴻（1992年3月15日—）為臺灣男子籃球運動員，場上位置為前鋒，畢業於同德家商、醒吾科技大學，2015年原本有報名超級籃球聯賽新人選秀會但因為學分問題而延畢，2016年4月率領醒吾科技大學奪得隊史首座大專籃球聯賽（UBA）冠軍，個人收下冠軍賽MVP，2016年7月在超級籃球聯賽新人選秀會第一輪獲得臺北達欣工程青睞，2020年加盟裕隆納智捷。2023年因涉入臺灣職籃假球案被通緝，至2024年仍然在逃，據傳可能潛逃中國。

## 外部連結
- 翁嘉鴻在fiba.basketball（英语）
- 翁嘉鴻在Eurobasket.com（球員）（英语）